# Советская улица (Ярославль)
Сове́тская у́лица (бывшая Пробойная улица, Ильинская улица) — улица в центральной части города Ярославля, проходящая между Советской площадью и улицей Полушкина Роща. Нумерация домов ведётся от Советской площади.

## История
Пробойная улица впервые упоминается в записи чудес от соборной иконы Святителя Николая, в рукописи начала XVI века, то есть задолго до регулярной перепланировки города. Она начиналась от Флоровского моста через Медведицкий овраг, проходила через весь Земляной город и заканчивалась у Семёновских ворот, то есть от современного «Вечного огня» до Красной площади.
Происхождение названия неизвестно. Улицы с таким же названием были в средние века и в других русских городах, например, в Великом Новгороде, Ростове, Вологде.
После принятия регулярной планировки города улица, протянувшаяся от Ильинской площади через Семёновскую до городского вала, и включавшая в себя часть старой Пробойной улицы, стала называться Ильинской по расположенной в её начале Ильинской церкви. Но ярославцы продолжали называть часть этой улицы между Ильинской и Семёновской площадями древним названием Пробойная, и в итоге название было официально закреплено.
В 1918 году большевики, после захвата власти в городе, переименовали обе части улицы в Советскую, по названию своих органов управления — Советов.

## Здания и сооружения
- № 2 — Жилой дом, построенный в 1938 году[3]
- № 2а, 2б, 4а — Здания бывшей усадьбы Пастухова[4]
- № 3 — Избирательная комиссия Ярославской области. Бывший дом Полушкина, построенный отчимом Ф. Г. Волкова в первой половине XVIII века. Первоначально был двухэтажным. Во второй половине XIX столетия его надстроили третьим этажом, а в советское время появился четвёртый этаж[5]. Мемориальная доска А. Н. Колмогорову
- № 6 — Жилой дом, построенный в 1937 году по проекту архитектора Сергея Васильевича Капачинского[6]

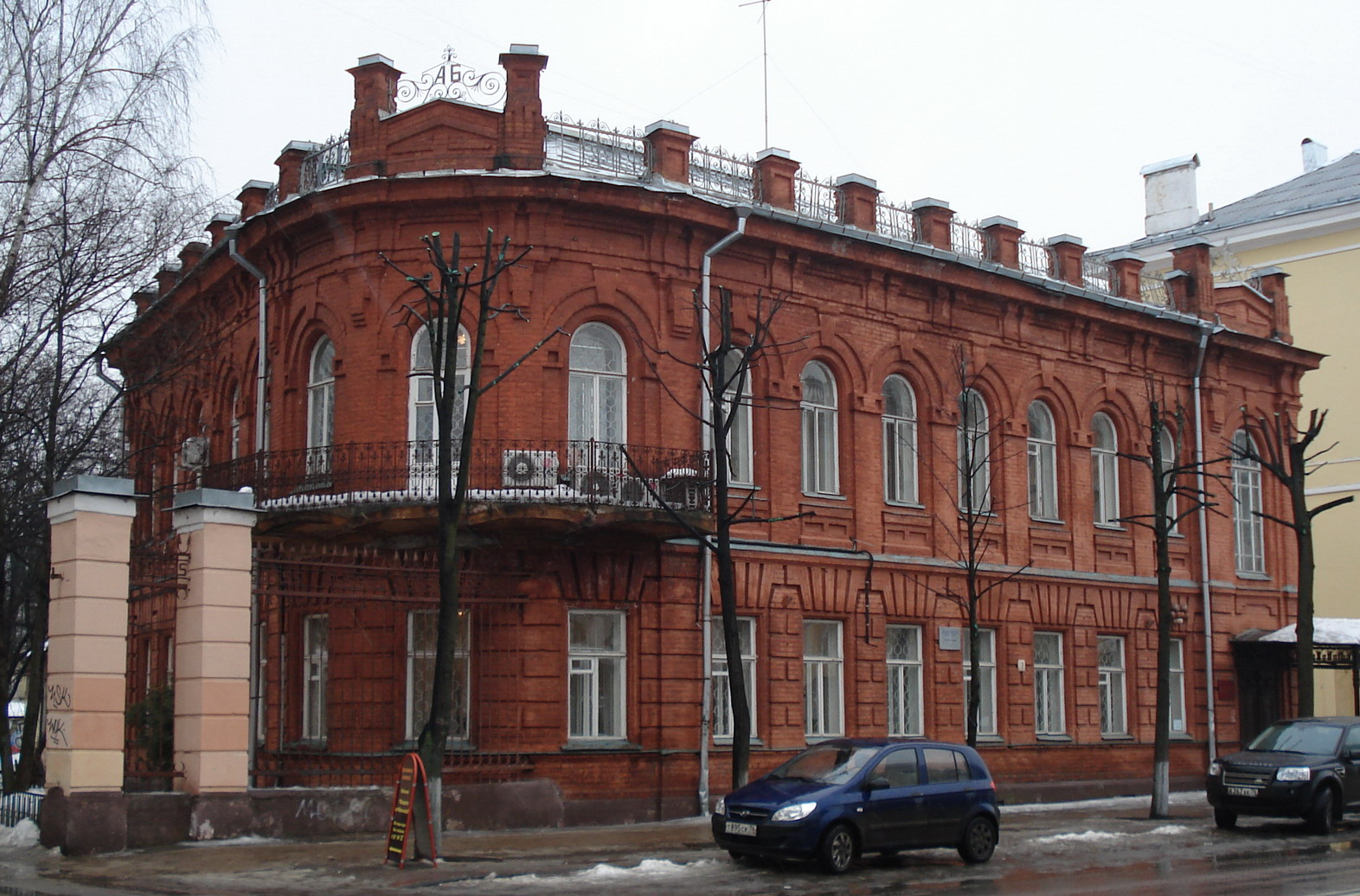
Бывший дом Бухарина (№ 7)

- № 7 — Бывший дом Бухарина, возведённый в 1905 году[7]
- № 7б — Бывший дом Рыбникова, построенный до регулярной перепланировки города (в середине XVIII века)[8]
- № 8 — Частный музей «Мой любимый Мишка»
- № 10 — Исторический факультет и факультет социально-политических наук ЯрГУ. Бывший дом Мусиных-Пушкиных, построенный в 1786 году. Позднее здание было выкуплено городом и в нём размещалось мужское уездное училище. После реконструкции губернским архитектором А. М. Достоевским здание передают первой в городе Мариинской женской гимназии, основанной ещё в 1861 году как училище ведомства императрицы Марии[9].

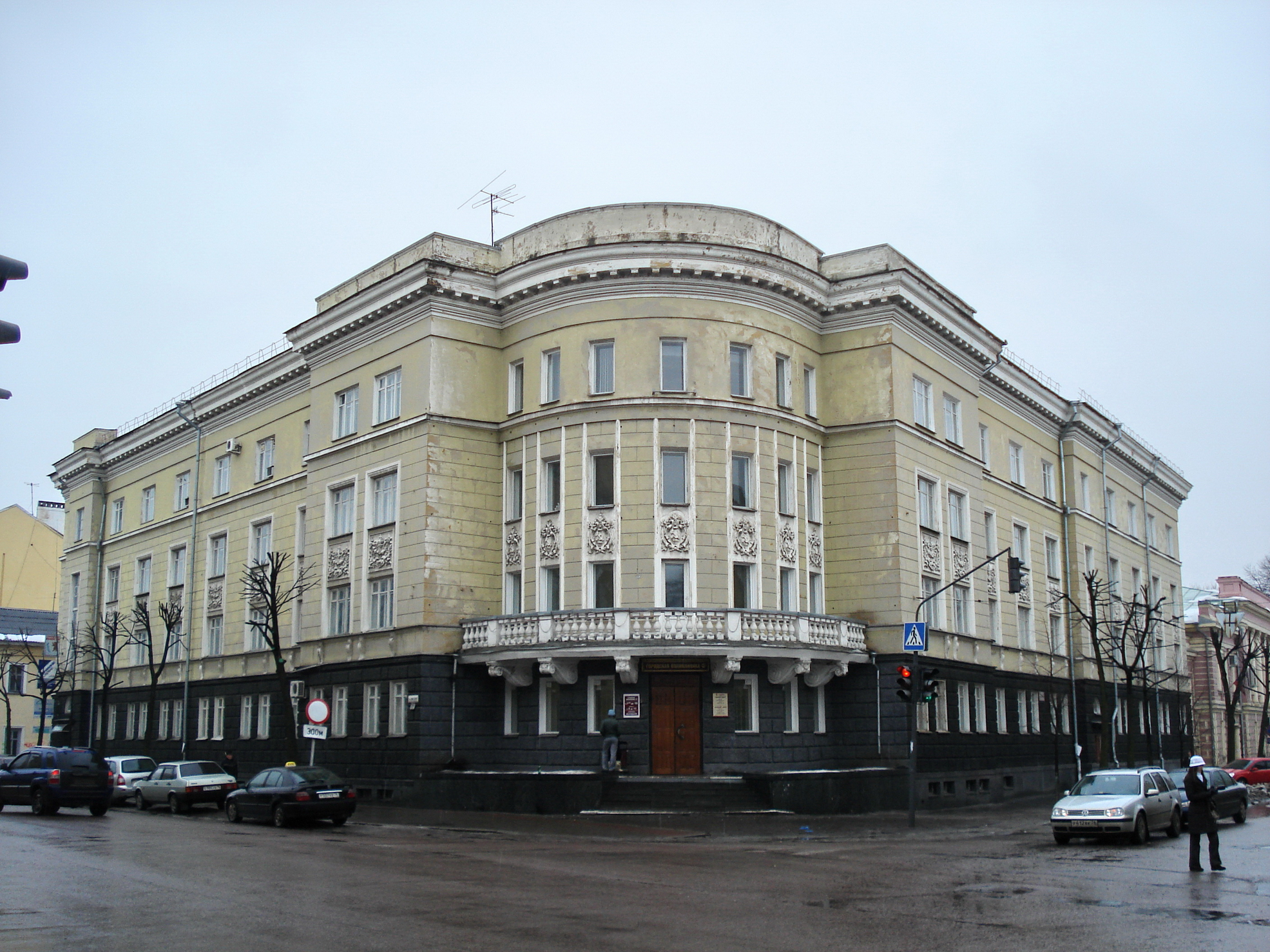
Бывшее здание молодёжной поликлиники (№ 11)

- № 11 — Здание, построенное в 1936 году по проекту архитектора А. А. Матвеевой. Изначально предназначалось под общежитие, но с образованием Ярославской области в нём разместился обком КПСС (находился здесь до 1981 года). В 1941 году в этом здании была сформирована 234-я Ярославская Коммунистическая стрелковая дивизия. С 1992 по 2014 год здесь находилась молодёжная поликлиника[10]
- № 14 — Ярославская мужская классическая губернская гимназия (1900), архитектор А. А. Никифоров), сейчас — Администрация и физический факультет ЯрГУ
- № 15 — Бывший дом Лопатина[5]
- № 17 — Здание ярославского городского центра внешкольной работы. Построено в 1911 году. До революции в нём располагалось коммерческое училище, в первые годы советского периода — Дворец труда и рабфак, с 1941 года — городской Дворец пионеров и школьников[11].
- № 18 — Ярославский областной суд

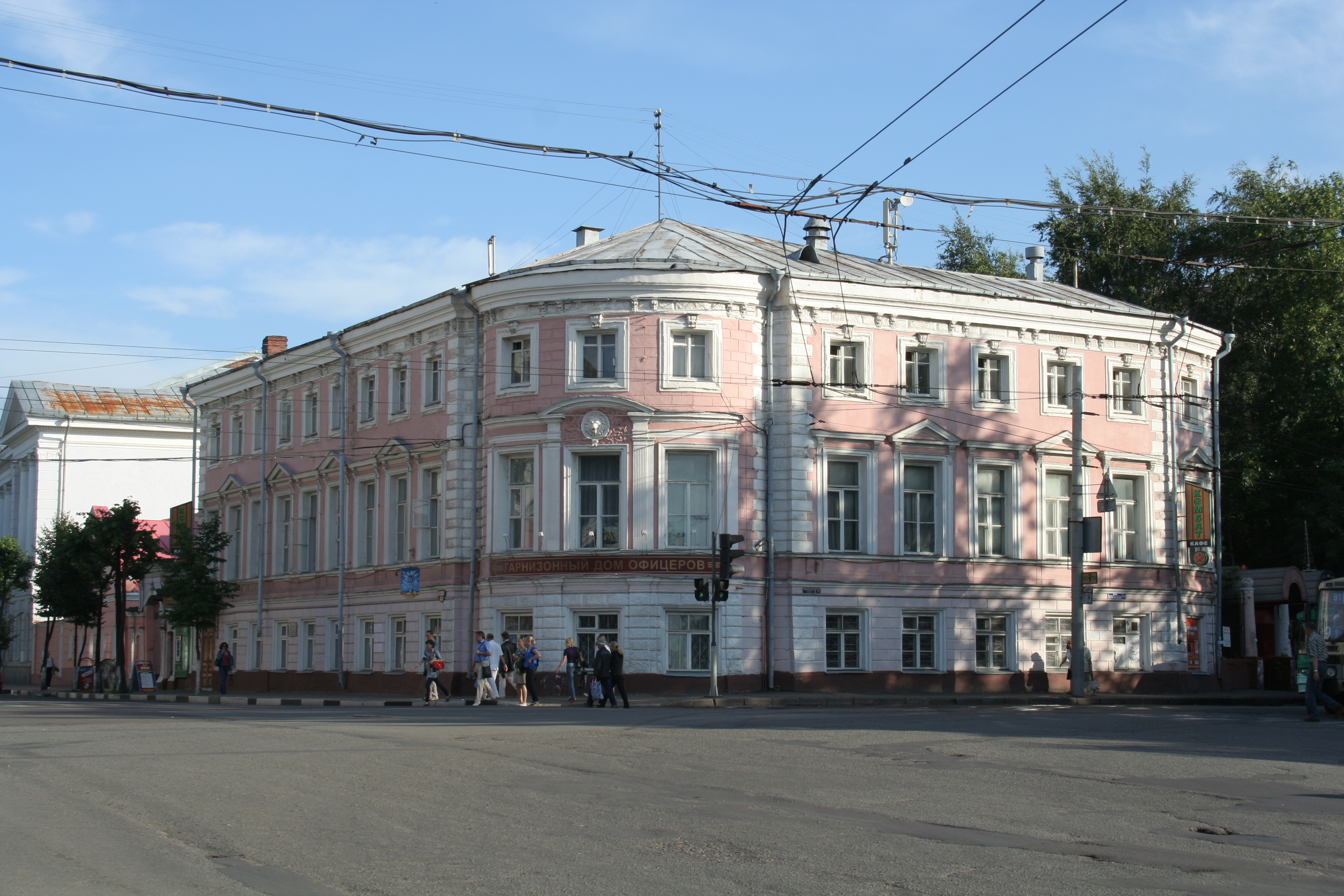
«Дом офицеров» (№ 19)

- № 19 — «Дом офицеров». Здание построено в конце XVIII века помещиком Шубиным. В 1812 году в этом здании (тогда ещё двухэтажном) помещался штаб «Ярославской военной силы» (народное ополчение для борьбы с французскими захватчиками)[5]; проживало семейство великой княгини Екатерины Павловны. Впоследствии здание было надстроено для размещения губернского благородного собрания.
- № 19, к. 3 — Бывший дом Городской управы, возведённый в 1908 году[12]
- № 21 — Жилой «дом с аркой» на Красной площади, построенный в 1936 г. по проекту академика М. П. Парусникова на месте разрушенной Семёновской церкви.
- № 25 — Управление Федеральной службы безопасности по Ярославской области

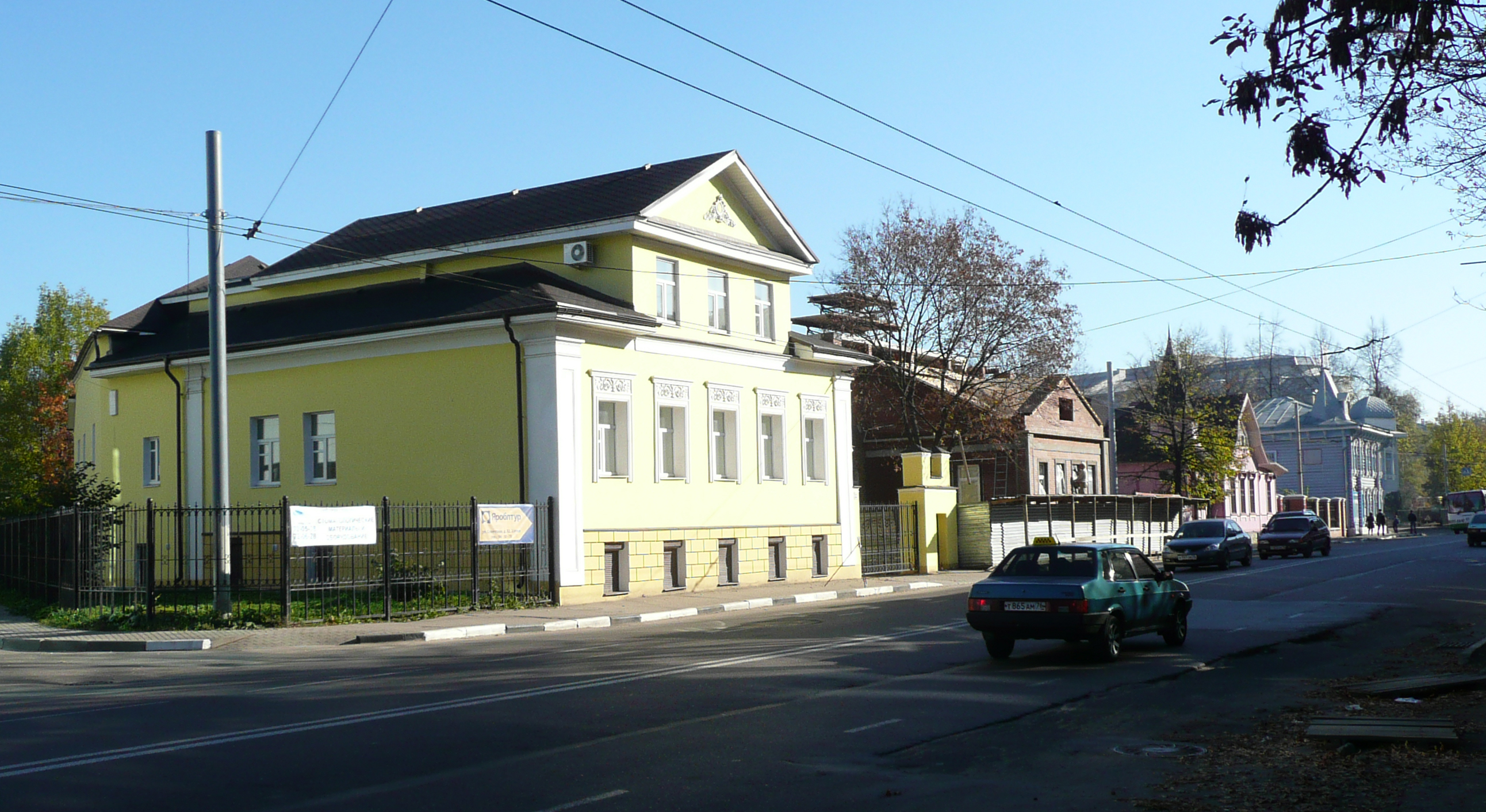
Особняк Бажанова (№ 32)

- № 26 — Дом российско-германской дружбы «Ярославль-Кассель». Деревянный особняк начала XX века; фактически используется как мини-гостиница.
- № 32 — Бывший особняк Бажанова, построенный в конце XVIII[13] века. В 2013 году облик памятника провинциального классицизма был искажён современными пристройками.
- № 39 — Бывший дом Токаржевского, построенный в середине XIX века[14]
- № 63 — Ярославский ликеро-водочный завод, комплекс зданий винных складов начала XX века, ценный памятник кирпичной промышленно-складской архитектуры того времени.
- № 68 — Государственный архив Ярославской области
- № 69 — Департамент государственного заказа Ярославской области, здание телекомпании НТМ
- № 80 — Международная академия бизнеса и новых технологий (МУБиНТ), Территориальная администрация Кировского и Ленинского районов города Ярославля
- № 81 — Заводоуправление ЯШЗ